# 무안 약사사 석불입상
무안 약사사 석불입상(務安 藥師寺 石佛立像)은 대한민국 전라남도 무안군 무안읍 약사사에 있는 석불 입상이다. 1990년 12월 5일 전라남도의 유형문화재 제178호로 지정되었다.

## 개요
전라남도 무안군 무안읍 약사사는 고려 태조 1년(918)에 남악사라는 이름으로 창건하였다고 하나 문헌 근거는 없다. 그러나 현 위치에 있는 석불의 규모로 보아 이 자리에 고려시대부터 상당한 규모의 사찰이 있던 것으로 보인다. 현재의 약사사 건물은 1972년 세운 것이다.
왼손에 큰 약항아리를 들고 있는 것으로 보아 약사여래를 표현하고자 한 것으로 보인다. 그런데 민머리 위에 상투 모양의 머리묶음이 없어서 지장보살로 보이기도 하는데 머리묶음을 인위적으로 깎아 낸 흔적이 보인다.
얼굴 표정은 경직되었으며 전체적인 분위기는 투박하고 조각 기법의 일부에서 퇴화 현상이 뚜렷하게 나타나 있다. 옷자락이 어깨에서 허리 밑으로 흘러 내리고 있으며, 옷주름은 옆에서 물결무늬를 이루면서 계단식으로 처리되었다. 무릎 앞에서는 양편으로 퍼져나가는 물결무늬의 옷주름이 표현되었는데 담양 분향리 석불입상과 비슷하다.
불상의 뒷면에는 광배(光背)를 달았던 3개의 구멍이 있으나 시멘트로 막아 버렸으며, 지금의 광배는 최근 새로 깎아 만든 것이다.
비교적 좁은 얼굴, 괴체화된 모습, 움츠린 듯한 어깨와 짧은 목 등의 표현으로 볼 때 고려 후기에 만든 것으로 추정된다.

## 현지 안내문
약사여래는 '약사유리광여래'의 줄임말로 중생을 질병에서 구원하여 준다는 부처이다.
왼손에 약병을 들고 있으며 오른손은 다섯 손가락을 펴 손바닥을 밖으로 향한 시무외인(施無畏印)을 하고 있다.
이 석불의 높이는 310cm, 폭은 120cm, 두께는 45cm이다.
소발(素髮 민머리 형태의 두발장식)에 육계(肉계 불상의 정수리 부분에 상투처럼 솟아있는 모양)가 희미하게 표시되어 있다.
긴 귀(耳)에 얼굴은 무표정하다.

## 참고 문헌
- 무안약사사석불입상 - 국가유산청 국가유산포털